# Zapopan
Zapopan is een stad in de Mexicaanse staat Jalisco. Het is een voorstad van Guadalajara en op die stad na de qua inwoners grootste stad van Jalisco. Zapopan heeft ruim een miljoen inwoners. Het is de hoofdplaats van de gemeente Zapopan, die met  1.26 miljoen inwoners in 2020 de op zeven na grootste gemeente van het land was.
In Zapopan bevindt zich een basiliek voor Onze Vrouwe van Zapopan, waardoor het een bedevaartsoord is. Zapopan staat bekend als commercieel centrum voor de omgeving. Deze twee feiten maken Zapopan ook een aantrekkelijke bestemming voor toeristen.
In de precolumbiaanse tijd werd het gebied bewoond door een mengeling van Nahua, Maya en Zapoteken. De naam Zapopan komt van het Nahuatl tzapopan, wat "plaats van de zapote" betekent. Het gebied werd in 1530 door Nuño de Guzmán onderworpen. Zapopan werd officieel in 1541 gesticht, maar het werd pas in 1991 als stad erkend.
In Zapopan was een tijdlang de toren Torrena in aanbouw, die bij zijn voltooiing het hoogste gebouw van Mexico zou moeten zijn. De bouw werd echter in 2006 stilgelegd door problemen met vergunningen zodat er alleen een bouwput te zien was.
De WTA finals 2021 werden in het Panamerican Tennis Center in Zapopan gehouden.

## Geboren
- Marco Fabián (1989), voetballer
- Gerardo Arteaga (1998), voetballer

El Salto · Guadalajara · Juanacatlán · Tlaquepaque · Tonalá · Zapopan